# One Pronunciation of Glory
One Pronunciation of Glory är Songs: Ohias andra singel, utgiven 1996. Skivan utgavs på Secretly Canadian och var limiterad till 1 000 exemplar.

## Låtlista

### A-sida
1. "Waltham - Simply Unite the Name"

### B-sida
1. "Napolean - How We Have Ranged" -